# 北川米彥
北川米彥（日语：北川 米彦，1931年6月9日—），日本男性配音員、演員、旁白。青二Production創設人之一。出身於東京都。身高176cm。A型血。

## 來歷、人物
本名，舊藝名。法政大學中退。
以前經歷劇團未來座、劇團泉座、淺草東洋劇場，1969年4月參與成立青二Production之後從屬至今。現任旗下聲優訓練學校青二塾東京校塾長以栽培後進新人。
從電視動畫草創時期開始活躍，當時以聲演年長者和老人較多，從《無敵鐵金剛》的鈍鈍博士、到《月光假面 (1972年版)》的撒旦之爪等次要正派或反派角色都曾經配過，因此有廣泛的聲音路線。

## 演出

### 電視劇
富士電視台
- 少年傑特（1959年）－赤竹傳兵衛
- 原子小金剛 (真人版) （1959年）－茶水博士（第2部、第3部）、田鷲警部（第3部）
- 第7位男子（日语：第7の男） 第9話「湖上橋」（1969年）
- 被狙擊的學園 第4話「對律 TAIRITSU」（1982年）- 教務主任
- 週五娛樂（日语：金曜エンタテイメント） 苦惱偵探 柚木草平的殺人報告2（1996年12月13日播出）
- 小早川伸木之戀（日语：小早川伸木の恋#テレビドラマ版） 第11話「眼涙的選擇」（2006年3月23日播出）

TBS
- 刑警七人（日语：七人の刑事）
  - 第145話「警官名職業」（1967年）
  - 第2期 第230話「鳩」（1969年）

朝日電視台
- 天衣無縫（1964年）
- 特別機動搜査隊（日语：特別機動捜査隊）
  - 第140話「四百九十人容疑者」（1964年）
  - 第356話「母」（1968年）－二見

NHK系列
- 太閤記（日语：太閤記 (NHK大河ドラマ)）（1965年1月－12月，NHK）－幸市之丞
- NHK少年劇場系列（日语：少年ドラマシリーズ） 霧湖（1974年，NHK綜合）－父親·鐵三

其它電視台
- 週二懸疑劇場 誘拐的報酬（1981年，日本電視台）

### 電影
- 吉祥寺夢影（1991年）

### 舞台
- 朗讀劇 青山二丁目劇場VoiceFair「天切松 闇」（2009年）－關東軍總司令官·鬼頭大將
- 青二塾 特別公演 吉祥寺動畫仙境2015 朗讀劇「仙人掌花」（2015年）

### 電視動畫
1963年
- 原子小金剛 (1963年版)（日语：鉄腕アトム (アニメ第1作)）（有尾人群）

1966年
- 魔法使莎莉 (1966年版)（梅非斯特、傾倒車駕駛、詐欺師）[注 1]

1967年
- 飛飛丸（日语：ピュンピュン丸）（〈代替〉、殿下、像角田次朗的男子 等）

1968年
- 小茜（日语：あかねちゃん）（草介爺爺[4]）
- 巨人之星（務台先生）
- 鬼太郎 (第1作)（子泣爺爺〈初代〉、塗壁、狼男、團三郎狸、翻枕妖、源爺爺、榮螺鬼、赤楝蛇、笹岡村村長、逆柱、不倒翁、海爺爺、火 等）
- 人造人009 (1968年版)（巴榜博士）
- 佐武與市捕物控（日语：佐武と市捕物控）（吉兵衛）

1969年
- 排球甜心 （校長 等）
- 虎面人（吉村道明、虎之穴的支配者、獅子人、紅死神假面、嵐老爺 等）
- 噴嚏大魔王
- 夠了！阿太郎 (1969年版)（日语：もーれつア太郎）（熊五郎、大板牙、警察先生）

1971年
- 動畫紀錄片 決斷（島田豐作（日语：島田豊作））[注 2]
- 阿帕契棒球軍（日语：アパッチ野球軍）（[5]、的父親）
- 萬能旋風兒（日语：国松さまのお通りだい）（橫地〈第2代〉）
- 鬼太郎 (第2作)（あかなめ、見上入道、髪、井戶仙人、工業專務、的父親 等）
- 魯邦三世 (TV第1系列)（刑務官、魯邦二世（日语：ルパン二世））

1972年
- 海王子（波賽頓、旁白）
- 鍾愛正義的俠士 月光假面（撒旦之爪）
- 惡魔人（轟紀世彥）
- 無敵鐵金剛（鈍鈍博士）
- 魔法使恰比
- 隆一漫畫劇場 音部妖怪（日语：おんぶおばけ）（留吉）

1973年
- 哆啦A夢 (日本電視台版)
- Dororon炎魔君（校長[6]、矢野的父親 等）
- 巴比倫2世 (1973年版)（古見由美子的父親[7]）
- （洛夫）

1974年
- 阿爾卑斯山的少女（村人）
- 卡利麥羅 (1974年版)（校長）
- 荒野的少年神槍手（日语：荒野の少年イサム）
- 魔投手
- 魔女小惠

1975年
- 一休和尚
- 少年德川家康（今川義元〈第2代〉）

1976年
- 小甜甜（史提夫）
- 大空魔龍（達納昂）

1977年
- 神威賽車手（大日方頭取、科林·查普曼）
- 魯邦三世 (TV第2系列)（日语：ルパン三世 (TV第2シリーズ)）

1978年
- 宇宙海賊哈洛克船長（台羽博士[8]）
- 銀河鐵道999（梅斯特、觀光長官）
- 女王陛下的小天使小偵探（日语：女王陛下のプティアンジェ）（米勒、貝卡）
- 淘氣小仙女（大山國松、岩田社長）

1979年
- 人造人009 (1979年版)（專家、大使）
- 小鯨魚（日语：くじらのホセフィーナ）（梅爾丘爾）
- 日本名作童話系列 赤鳥之心（日语：赤い鳥）

1980年
- 宇宙戰艦大和號III（地球聯邦總統、波拉艦長、訓練學校校長、Alpha星的招待員、巴斯星艦隊司令）
- 天才小釣手（釣客B）
- 燃燒吧亞瑟 白馬的王子（主人、城主）
- 魔法少女拉拉貝爾

1981年
- 銀河旋風突擊隊（道格拉斯、塔卡）
- 荒野的呼喚 怒吼吧巴克（日语：荒野の呼び声 吠えろバック）（馬修遜）
- 虎面人二世（史坦·班森）
- 你好！珊蒂貝爾（日语：ハロー!サンディベル）
- 小婦人四姊妹（日语：若草の四姉妹）（羅倫斯）

1982年
- 仙女座物語（日语：アンドロメダ・ストーリーズ）（領頭）
- 銀河烈風（博士）
- 少年宮本武藏腕白二刀流（日语：少年宮本武蔵 わんぱく二刀流）（檢分役）
- SPACE COBRA

1983年
- 銀河疾風（長老）
- 金肉人（大會委員長〈腹肉人〉（日语：ハラボテ・マッスル）、魔雲天、惡魔将軍（日语：悪魔将軍）（黃金假面）、武道人（日语：ビッグ・ザ・武道）／海王星之王（日语：ネプチューンキング）、加拿大人、油桶人、瘦高人、切卡拉）
- 漫畫日本史（日语：まんが日本史 (日本テレビ)）

1984年
- 宗谷物語（日语：宗谷物語）（航海長、田上艦長、北洋丸艦長、永田觀測隊員、宗谷船長）
- 高帽子的梅莫兒（日语：とんがり帽子のメモル）（辛西亞的爺爺）

1985年
- 鬼太郎 (第3作)（海爺）
- 北斗神拳（卡西姆）

1987年
- 超能力魔美（森澤監督）
- 假面忍者 赤影
- 聖魔大戰（花咲仙人、楔子打王、大門魔）
- 北斗神拳2（老人）
- 淑女小琳!!（日语：レディレディ!!）（威爾遜）

1988年
- 奇天烈大百科（カルマー）
- 哆啦A夢 (大杉羨代版)（落選武者、老人）
- 淑女小琳!!（亨利）

1989年
- 惡魔君（三頭獣）
- 城市獵人3（大叔）
- 新仙魔大戰（天神大神）

1990年
- 奇天烈大百科（住持）
- 神通小精靈（原子爺爺）

1991年
- 金魚注意報（會長）

1994年
- 七海的堤可（長老）
- 紅色巴隆（日语：レッドバロン (アニメ)）（薩姆里特）

1996年
- 鬼太郎 (第4作)（見上入道、增本、老爺爺）
- 名偵探柯南（旗本豪藏）

1997年
- 手塚治虫的舊約聖書物語（日语：手塚治虫の旧約聖書物語）
- 怪博士與機器娃娃 (1997年版)（都會島校長）
- 名偵探柯南（長門道三）

1998年
- 男女蹺蹺板（宮澤洋之的祖父）

1999年
- 神奇寶貝（シマジオ）
- 炸彈人 彈珠人爆外傳V（せんにんボン）

2002年
- 笑園漫畫大王（石原醫生）
- 閃靈二人組（維斯康堤）

2004年
- 攻殼機動隊 S.A.C. 2nd GIG（宇野）
- 名偵探柯南（倍賞周平）

2007年
- 精靈守護者（宗谷）

2008年
- 名偵探柯南（玉井邦男）

2011年
- 白兔玩偶（萬龜男）

2014年
- 蟲師 續章（藥袋爺爺大人）

### 電影動畫
1969年
- 飛空幽靈船（日语：空飛ぶゆうれい船）（警官）
- 長靴貓
- 一個人（日语：ひとりぼっち (アニメ)）（太陽）

1970年
- 海底3萬里（日语：海底3万マイル）（海底王[9]）
- 劇場版 虎面人（猩猩人）

1971年
- 阿里巴巴與四十大盜（日语：アリババと40匹の盗賊）
- 動物金銀島（日语：どうぶつ宝島）（船員）

1972年
- 魔犬萊納0011變身吧！（日语：魔犬ライナー0011変身せよ!）（富士観測所員）

1973年
- 熊貓的大冒險（日语：パンダの大冒険）（座長）
- 巴比倫2世：嬰兒超能力者（父）

1979年
- 海王子 劇場版（波賽頓、旁白）

1980年
- 劇場版 奔向地球（教授）

1982年
- FUTURE WAR 198X年（日语：FUTURE WAR 198X年）（漢斯）

1984年
- 金肉人：被奪走的冠軍腰帶（日语：キン肉マン 奪われたチャンピオンベルト）（大會委員長）
- 金肉人：大暴動！正義超人（日语：キン肉マン 大暴れ!正義超人）（大會委員長）

1985年
- 金肉人：正義超人vs古代超人（日语：キン肉マン 正義超人vs古代超人）（大會委員長）
- 金肉人：逆襲！宇宙隱形超人（日语：キン肉マン 逆襲!宇宙かくれ超人）（大會委員長）
- 金肉人：愉快的身影！正義超人（日语：キン肉マン 晴れ姿!正義超人）（大會委員長、大久保彥左衛門）

1986年
- 金肉人：紐約千鈞一髮！（日语：キン肉マン ニューヨーク危機一髪!）（大會委員長、總統）
- 金肉人：正義超人vs戰士超人（日语：キン肉マン 正義超人vs戦士超人）（大會委員長、二）

1987年
- 哆啦A夢：大雄與龍之騎士（地底人）

1991年
- 神通小精靈：燃燒吧！友情的魔法大戰（日语：まじかる☆タルるートくん 燃えろ!友情の魔法大戦）（原子爺爺）

1994年
- 三國志 完結篇 遼闊的大地（張松）

### OVA
1989年
- 銀河英雄傳說（阿爾·沙列姆中將）

1993年
- 動畫藝術視頻精選「傑克與豌豆」（老人）
- 創龍傳（杜邦）

1994年
- GATCHAMAN[[[Wikipedia:格式手册/链接#章節|錨點失效]]]（安德生長官）

### 遊戲
1992年
- 旭日東昇（英语：Rising Sun (film)）（辨慶）

2004年
- 魯邦三世 染血的哥倫布遺產（日语：ルパン三世 コロンブスの遺産は朱に染まる）（杜瑞·強森）

2006年
- 金肉人 肌肉大獎賽 MAX（日语：キン肉マン マッスルグランプリ#キン肉マン マッスルグランプリ）（魔雲天、黃金假面、神明）

2008年
- 金肉人 肌肉大獎賽2 特盛（日语：キン肉マン マッスルグランプリ#キン肉マン マッスルグランプリ2）（魔雲天、武道人（日语：ビッグ・ザ・武道））

### 外語配音

#### 電影
- 回到未來III（酒場老人2〈Harry Carey Jr.〉）※朝日電視台版[注 3]。
- 賓漢（Balthazar〈Finlay Currie〉）※日本電視台新錄製版。
- 警網鐵金剛（Weissberg〈勞勃·杜瓦〉）※朝日電視台版。
- 來去自由的灰姑娘（英语：Cinderella Liberty）
- 花花世界（英语：Come Blow Your Horn (film)）
- 魔種（英语：Demon Seed）（Cameron〈Larry J. Blake〉）
- 夢幻成真（月光·格雷厄姆（英语：Moonlight Graham）〈伯特·蘭卡斯特〉）
- 007：金手指（Webster判官〈Stacy Keach〉）※朝日電視台版。
- 大復仇（英语：Hannie Caulder）（貝睿〈克里斯多福·李〉）
- 小鬼當家（艾德〈比爾·歐文〉）※影碟版。
- 沉睡不醒的警察（英语：Let Sleeping Cops Lie）（Cazalières警視總監〈Raymond Gérôme〉）※東京電視台版。
- 麥克阿瑟（英语：MacArthur (film)）
- 瑪麗雪萊之科學怪人（英语：Mary Shelley's Frankenstein (film)）（老人〈Richard Briers〉）※影碟版。
- 情深到來生（英语：My Life (film)）（Bill Ivanovich〈Michael Constantine〉）※影碟版。
- 死亡的祈禱（英语：Pray for Death）
- 彩虹大道（英语：Rainbow Drive）（Max Hollister〈Tony Jay〉）※東京電視台版。
- 新龍鳳配（英语：Sabrina (1995 film)）（Thomas Fairchild〈John Wood〉）
- 斯通（英语：Stone (1974 film)）（細菌）※TBS版。
- 豪門新人類（英语：The Beverly Hillbillies (film)）
- 豺狼的日子 ※朝日電視台版。
- 教父（道）※日本電視台版。
- 艷尼歌聲（英语：The Singing Nun (film)）（克萊門蒂神父〈里卡多·蒙特爾班〉）

#### 電視影集
- 神仙家庭（英语：Bewitched） ※TBS版。
- 神探可倫坡（詢問官、史坦〈羅伯特·艾倫斯坦（英语：Robert Ellenstein）〉、驗屍官）
- 荒野女醫情（英语：Dr. Quinn, Medicine Woman）（Brian Cooper〈Shawn Toovey〉）
- 霹靂遊俠
- 警網鐵金剛（英语：Kojak）
- 新超人（英语：Lois & Clark: The New Adventures of Superman）（Jonathan Kent〈Eddie Jones〉）
- 女作家與謀殺案（英语：Murder, She Wrote）（Andrea、Carl Turnbul〈Ed Nelson〉、Bennett〈Edward Mulhare〉）
- 絕對陰謀（英语：State of Play (TV serial)）（鮑勃）
- 警網三雄（英语：The Professionals (TV series)）（Alfie〈Glenn Edwards〉）

### 動畫
- 諾迪的玩具城冒險（英语：Noddy's Toyland Adventures）（Big Ears）

### 特攝影集
1958年
- 月光假面 (第5部)（西川＝骷髏假面）

1974年
- SF劇場 猴子軍團（日语：SFドラマ 猿の軍団）（魯瑟長官的聲音）
- 加油!! 小露寶（小百威的聲音〈代替〉、小百車的聲音、深川市長的聲音〈第89話〉）

1973年
- 機器刑事（南北產業專務的聲音、的聲音、的聲音）

### CD
- 『金肉人 超人大全集（CD）』[注 4]
  - 『地獄山脈（魔雲天的主題曲）』（魔雲天）
  - 『King of Devil（惡魔將軍的主題曲）』（惡魔将軍（日语：悪魔将軍））
  - 『蒙面獵人（武道人的主題曲）』（武道人（日语：ビッグ・ザ・武道））

### 廣播劇CD
- 天使夜未眠（日语：アーシアン） 有聲劇場（大叔父）
- The Epic of Zektbach（日语：舟木智介） -FRAGMENTS OF ARIA TE'LARIA-（エルネスト）
- CD廣播劇精選集 三國志（日语：CDドラマコレクションズ 三國志）（呂伯奢）
- BASTARD!! -暗黑的破壞神-外傳（D·S隨扈）
- 歇洛克·福爾摩斯 恐怖之谷（後篇） 朗讀CD（夏夫特〈麥克默多下宿屋主〉）
- 人魚傳 原聲文學館 Parnus 立體聲劇場

### 廣播劇
- 青山二丁目劇場（日语：青山二丁目劇場）
  - 芥川龍之介作「杜子春」（2007年）－朗讀
  - 佐武與市捕物控（日语：佐武と市捕物控）（2008年）－花房屋
  - 三丁目的夕陽 ～冬季篇～（2011年）－浩一
  - Ghost Rider（2014年）－糸川秀雄
  - 冠軍之店（2015年）－竹山
  - 跡取息子今（2015年）－老爺爺
- 通（1983年，新井素子作品）－安川
- 七夜怪談（日语：リング (鈴木光司の小説)）（1996年，角川Drama Renaissance）－山村敬

### 旁白

#### 電視節目
TBS
- 林肯（日语：リンカーン (テレビ番組)）
- THE世界遺產（日语：世界遺産 (テレビ番組)）
- 只有日本人不知道的！世界創業

NHK系列
- NHK特集 世紀影像 第4集「希特勒的野心」（NHK綜合）
- BS世界紀錄片（日语：BS世界のドキュメンタリー）（NHK-BS1）

其它電視台
- 新報道2001（富士電視台）
- 逛街天國（日语：出没!アド街ック天国）（東京電視台，2000年）
- 看清世界！電視特搜部（日语：世界まる見え!テレビ特捜部）（日本電視台）

#### 廣告
- 日清製粉（日语：日清製粉）奇俠菓子系列廣告

### 其它
- R的法則（NHK教育，2014年6月12日來賓）
- Bassett英雄傳 卡式錄音帶書（拉歐斯）
- 書籍 「培育我們的聲音 北川米彥篇」（密林社：2015年4月7日發行）
- 京樂（日语：京楽産業.） CR柏青哥金肉人（日语：CRぱちんこキン肉マン）（惡魔將軍）
- 朝日Sonorama（日语：朝日ソノラマ） Sonosheet盤（日语：ソノシート） 假面騎士「恐怖的蜘蛛男」（蜘蛛男）
- 朝日Sonorama Sonosheet盤 素浪人 月影兵庫（日语：素浪人 月影兵庫）「危險的旅伴」（忍者）
- 森永乳業 Creap「牛奶物語」（與名取裕子（日语：名取裕子）等人實境演出，1993年）
- 讓你久等了！（日语：待ッテマシタ!）
- 來自偵探X的挑戰書（日语：探偵Xからの挑戦状!） Season1 第8回（聲音演出）
- 美麗的巨匠們（日语：美の巨人たち）（聲音演出）

### 歌曲
作詞：丘灯至夫，主唱：北川國彥、增山江威子、長谷桑治、山田俊司、野村道子

## 腳註

## 外部連結
- 北川米彥｜青二Production （日語）